# Yeniköy (Kozan)
Yeniköy (türkisch für Neudorf) ist ein Ortsteil (Mahalle) im Landkreis Kozan der türkischen Provinz Adana mit 295 Einwohnern (Stand: Ende 2024). Im Jahr 2011 hatte Yeniköy 411 Einwohner.